# Ecbolium amplexicaule
Ecbolium amplexicaule är en akantusväxtart som beskrevs av Spencer Le Marchant Moore. Ecbolium amplexicaule ingår i släktet Ecbolium och familjen akantusväxter. Inga underarter finns listade i Catalogue of Life.